# Henriette Burenne
Henriette Burenne, provdaná Henriette Heuser-Burenne (* kolem 1850, pravděpodobně v Praze; † 21. listopadu 1878 Praha) byla česká operní pěvkyně (alt), která působila v Kolíně nad Rýnem, Praze a Hamburku.

## Život
Její otec byl pražský učitel hudby. Zpočátku, v letech 1872 až 1874, byla angažována jako první kontraaltistka v kolínské opeře. V následujících letech působila ve Stavovském divadle v Praze (1874-1876) a v Staatsoper Hamburg (1876-1877). V Hamburku v roce 1876 úspěšně zazpívala Amneris na německé premiéře Verdiho Aidy a téhož roku i v hostování ve vídeňské Dvorní opeře. Po roce 1877 se vrátila do Prahy. Její kariéra skončila náhle kvůli předčasné smrti.